# Easy.TV
easy.TV war eine deutsche Bezahlfernseh-Plattform und eine Tochter des deutschen Kabelnetzbetreibers Primacom AG, die digital via Satellit (Astra) abonnierbar war.
Am 15. März 2007 wurde Easy.TV wegen mangelnder Aussichten, die Gewinnzone zu erreichen, eingestellt.

## Geschichte
Easy.TV war in Österreich ab dem 11. Mai 2005 auf Sendung, in Deutschland ab 1. September 2005.
Easy.TV wurde über die Astra-Satelliten auf 19,2° Ost ausgestrahlt. Das gesamte Angebot – außer dem frei empfangbaren Infotainmentkanal – wurde mit dem nach wenigen Monaten geknackten Verschlüsselungssystem Cryptoworks verschlüsselt. Im Gegensatz zum Bezahlfernsehanbieter Premiere gab es bei Easy.TV keinen Abonnementvertrag. Die Programme wurden vielmehr einzeln oder als Paket für 30 Tage, wahlweise auch 6 oder 12 Monate freigeschaltet. Bezahlt werden konnte dabei entweder über einen Anruf einer 0900-Rufnummer, bei Buchung über die Homepage auch per T-Pay oder ClickandBuy. Der Pay-per-View Sender hotX bot auch Erotikfilme zum Einzelabruf an. Die Freischaltung von Easy.TV erfolgte in Österreich über die ORFdigital-Smartcard. In Deutschland vertrieb Easy.TV eigene Smartcards, die im Fachhandel sowie über Onlineshops erhältlich waren.
Es waren über eine Million Karten in Österreich und Deutschland im Handel. Das Unternehmen versuchte, deren Anzahl durch neue Vermarktungsstrategien, u. a. mit dem Musiksender MTV und durch Kooperationen mit Hardwareherstellern, zu steigern.

## Programme
Folgende Programme bot Easy.TV in Österreich und Deutschland an:
- Silverline (Action, Horror, Thriller)
- National Geographic (Dokus)
- Extreme Sports Channel (Sport)
- AXN (Sony Pictures Entertainment)
- erotik first (Erotik)
- hotX (Erotik Einzelabruf)
- MTV2 (Musik: Independent und Alternative)
- MTV Hits (Musik: Aktuelle Charthits)
- MTV Base (Musik: R&B)
- VH1 (Musik: Klassiker der Pop- und Rockgeschichte)
- VH1 Classic (Musik: 60er bis 90er)

- über den Infotainment-Kanal wurden unverschlüsselt einige Motocross-Events übertragen, u. a. die ADAC MX Masters oder auch jeweils der FIM SuperMoto und FIM MotoCross World Championship. Des Weiteren wurde in Magazinsendungen über deutschen Football aus der German Football League (GFL) berichtet.